# Sisyrinchium littorale
Sisyrinchium littorale är en irisväxtart som beskrevs av Edward Lee Greene. Sisyrinchium littorale ingår i släktet gräsliljor, och familjen irisväxter. Inga underarter finns listade i Catalogue of Life.